# Bolbelasmus meridionalis
Bolbelasmus meridionalis är en skalbaggsart som beskrevs av Jan Krikken 1977. Bolbelasmus meridionalis ingår i släktet Bolbelasmus och familjen Bolboceratidae. Inga underarter finns listade.